# Pharaphodius vividus
Pharaphodius vividus är en skalbaggsart som beskrevs av Rudolph Petrovitz 1964. Pharaphodius vividus ingår i släktet Pharaphodius och familjen Aphodiidae. Inga underarter finns listade i Catalogue of Life.